# Acdeel Ernesto Salas
Acdeel Ernesto Salas (Quilmes, 1911-1981) fue un abogado, juez y jurista argentino, miembro de la Unión Cívica Radical.
Se desempeñó como ministro de Educación y Justicia de la Nación Argentina entre 1957 y 1958 durante el gobierno de facto de Pedro Eugenio Aramburu. Posteriormente fue procurador general de la provincia de Buenos Aires, juez de la Suprema Corte de Justicia de Buenos Aires, y procurador del Tesoro de la Nación, entre 1966 y 1968, en el gobierno de facto de Juan Carlos Onganía.

## Biografía
Nacido en Quilmes, estudió Derecho en la Facultad de Ciencias Jurídicas y Sociales de la Universidad Nacional de La Plata (UNLP), recibiéndose en 1932 y obteniendo su doctorado en 1944.
Fue secretario de la Cámara de Apelaciones en lo Civil N.° 1 de La Plata y del juzgado en lo Civil N.° 12 de la ciudad de Buenos Aires. En 1955 fue nombrado juez de la Cámara de Apelación en lo Civil de la Capital Federal. Posteriormente fue juez de la Cámara de Apelación en lo Civil de La Plata.
En enero de 1957 fue designado Ministro de Educación y Justicia del presidente de facto Pedro Eugenio Aramburu, ocupando el cargo hasta el final de su gobierno. Fue nombrado en el puesto (junto con Carlos Alconada Aramburú en el Ministerio del Interior) por ser miembro de la Unión Cívica Radical (UCR) afín a Ricardo Balbín, como parte del fallido plan de este y del almirante Isaac Rojas para heredar el poder al sector de la UCR liderado por Balbín.
En 1963, el gobernador Anselmo Marini lo designó procurador general de la Provincia de Buenos Aires, y en 1965 fue juez de la Suprema Corte de la Provincia, ocupando el cargo durante un año, cuando el presidente de facto Juan Carlos Onganía lo designa procurador del Tesoro de la Nación, hasta 1968.
En los años 1960, formó su propio estudio de abogados en asociación con Stanley A. Brons. En el ámbito académico, fue titular de cátedra de Derecho Civil en las facultades de Derecho y de Ciencias Económicas de la UNLP.

## Obra
- 1945: La responsabilidad por los daños causados por las cosas (tesis de doctorado), Buenos Aires, Abeledo.
- 1947: Estudios de política legislativa: las transformaciones sociales en el derecho. Buenos Aires, Albatros.
- 1947: Estudios sobre la responsabilidad civil. Buenos Aires, Librería Jurídica.
- 1959: Código Civil y leyes complementarias anotadas. Buenos Aires, Depalma.
- 1973: Estudios de política legislativa: las transformaciones sociales en el derecho. Buenos Aires, Albatros (junto con Carlos Alconada Aramburú).
- 1982: Obligaciones, contratos y otros ensayos. Buenos Aires, Depalma.